# Liste der Naturdenkmale in Schwalbach (Saar)
Die Liste der Naturdenkmale in Schwalbach (Saar) nennt die auf dem Gebiet der Gemeinde Schwalbach im Landkreis Saarlouis im Saarland gelegenen Naturdenkmale.

## Naturdenkmale
| Bild | Bezeichnung | Ort                                      | Beschreibung                      | Art | Nr.        |
| ---- | ----------- | ---------------------------------------- | --------------------------------- | --- | ---------- |
| BW   | 2 Linden    | Schwalbach 49° 17′ 58″ N, 6° 48′ 7,9″ O) | Schwalbacher Malschule, Am Howatt |     | D 3.09.001 |